# 하바롭스크
하바롭스크(러시아어: Хаба́ровск, 영어: Khabarovsk)는 러시아의 도시로, 하바롭스크 변경주의 중심지이다. 극동에서 최대의 도시이며 인구는 대략 60만명이다. 아무르강 유역에 자리잡고 있다.
시기(市旗)와 도시의 휘장에 하바로프스크의 야생동물인 곰과 호랑이를 나타내었다.

## 지리
북위 48도 42부, 동경 135도 12부에 있다. 아무르강의 우안에 있고, 우수리강이 합류하는 지점의 바로 아래에 자리잡고 있다. 수도인 모스크바에서 가장 멀리 떨어져 있다. 시베리아 횡단 철도 경유로는 8,523km의 지점에 있고 7시간의 시차가 있다.

## 인구
| 연도                | 인구    | ±%      |
| ------------------- | ------- | ------- |
| 1897                | 14,971  | —       |
| 1926                | 49,704  | +232.0% |
| 1939                | 199,172 | +300.7% |
| 1959                | 322,744 | +62.0%  |
| 1970                | 435,962 | +35.1%  |
| 1979                | 527,848 | +21.1%  |
| 1989                | 600,623 | +13.8%  |
| 2002                | 583,072 | −2.9%   |
| 2010                | 577,441 | −1.0%   |
| 2021                | 617,441 | +6.9%   |
| Source: Census data |         |         |

## 기후
기후는 몹시 추운 대륙성 기후를 보인다. 1월 평균기온은 −19.2 °C, 7월 평균기온은 21.4 °C이다. 연 강수량은 약 700mm이다. 냉대 기후에 속해 있다.
| 하바롭스크의 기후                                                | 하바롭스크의 기후 | 하바롭스크의 기후 | 하바롭스크의 기후 | 하바롭스크의 기후 | 하바롭스크의 기후 | 하바롭스크의 기후 | 하바롭스크의 기후 | 하바롭스크의 기후 | 하바롭스크의 기후 | 하바롭스크의 기후 | 하바롭스크의 기후 | 하바롭스크의 기후 | 하바롭스크의 기후 |
| 월                                                               | 1월               | 2월               | 3월               | 4월               | 5월               | 6월               | 7월               | 8월               | 9월               | 10월              | 11월              | 12월              | 연간              |
| ---------------------------------------------------------------- | ----------------- | ----------------- | ----------------- | ----------------- | ----------------- | ----------------- | ----------------- | ----------------- | ----------------- | ----------------- | ----------------- | ----------------- | ----------------- |
| 역대 최고 기온 °C (°F)                                           | 0.6 (33.1)        | 6.3 (43.3)        | 17.0 (62.6)       | 28.6 (83.5)       | 31.5 (88.7)       | 36.4 (97.5)       | 35.7 (96.3)       | 35.6 (96.1)       | 29.8 (85.6)       | 26.4 (79.5)       | 15.5 (59.9)       | 6.6 (43.9)        | 36.4 (97.5)       |
| 일평균 최고 기온 °C (°F)                                         | −14.9 (5.2)       | −9.9 (14.2)       | −1.0 (30.2)       | 10.5 (50.9)       | 19.2 (66.6)       | 23.8 (74.8)       | 26.8 (80.2)       | 24.9 (76.8)       | 19.7 (67.5)       | 10.6 (51.1)       | −2.8 (27.0)       | −13.6 (7.5)       | 7.8 (46.0)        |
| 일일 평균 기온 °C (°F)                                           | −19.2 (−2.6)      | −14.9 (5.2)       | −5.9 (21.4)       | 4.8 (40.6)        | 12.9 (55.2)       | 18.0 (64.4)       | 21.4 (70.5)       | 19.9 (67.8)       | 14.1 (57.4)       | 5.4 (41.7)        | −6.9 (19.6)       | −17.4 (0.7)       | 2.7 (36.9)        |
| 일평균 최저 기온 °C (°F)                                         | −23.1 (−9.6)      | −19.6 (−3.3)      | −10.7 (12.7)      | −0.1 (31.8)       | 7.3 (45.1)        | 12.8 (55.0)       | 16.8 (62.2)       | 15.7 (60.3)       | 9.4 (48.9)        | 1.0 (33.8)        | −10.4 (13.3)      | −20.9 (−5.6)      | −1.8 (28.8)       |
| 역대 최저 기온 °C (°F)                                           | −40.0 (−40.0)     | −35.1 (−31.2)     | −28.9 (−20.0)     | −15.1 (4.8)       | −3.1 (26.4)       | 2.2 (36.0)        | 6.8 (44.2)        | 4.9 (40.8)        | −3.3 (26.1)       | −15.6 (3.9)       | −27.7 (−17.9)     | −38.1 (−36.6)     | −40.0 (−40.0)     |
| 평균 강수량 mm (인치)                                            | 13 (0.5)          | 12 (0.5)          | 22 (0.9)          | 37 (1.5)          | 70 (2.8)          | 84 (3.3)          | 137 (5.4)         | 143 (5.6)         | 85 (3.3)          | 48 (1.9)          | 26 (1.0)          | 19 (0.7)          | 696 (27.4)        |
| 평균 강우일수                                                    | 0                 | 0                 | 1                 | 10                | 16                | 15                | 15                | 17                | 15                | 11                | 2                 | 0                 | 102               |
| 평균 강설일수                                                    | 14                | 11                | 11                | 6                 | 1                 | 0                 | 0                 | 0                 | 0.1               | 4                 | 12                | 14                | 73                |
| 평균 상대 습도 (%)                                               | 75                | 72                | 68                | 63                | 65                | 74                | 79                | 83                | 78                | 67                | 69                | 73                | 72                |
| 평균 월간 일조시간                                               | 147               | 181               | 231               | 213               | 242               | 262               | 248               | 217               | 212               | 189               | 159               | 145               | 2,446             |
| 출처 1: Pogoda.ru.net (평년값: 1991년~2020년, 극값: 1878년~현재) |                   |                   |                   |                   |                   |                   |                   |                   |                   |                   |                   |                   |                   |
| 출처 2: 미국 해양대기청 (일조시간, 1961년~1990년)                |                   |                   |                   |                   |                   |                   |                   |                   |                   |                   |                   |                   |                   |

## 경제
기계 제조(배·농기·디젤기관·전기·공작기), 금속공업, 제유, 목재 가공, 식료품 등의 공업이 발달해 있다.

## 교통
교통의 요지로 중국 국경과 상당히 가까우며, 시베리아에서 태평양으로 나가는 중요한 길목이다.
- 시베리아 횡단 도로가 지나간다. (M58부터 M60까지 구간)
- 하바롭스크역는 시베리아 횡단 철도의 중요한 거점이며 콤소몰스크나아무레로 향하는 밤 철도 지선의 분기점이기도 하다.
- 하바롭스크 공항을 통해 다른 극동의 도시나 다른 나라로 날아갈 수 있다.
- 아무르 강과 우수리강이 물길로 이용되고 있다. 겨울에는 장기간 얼어붙어 있어 육로로 쓰이기도 한다.
- 시내 교통으로는 트램 (8개 노선), 트롤리 버스 (4개 노선), 버스와 구간 택시 등 (약 100개 노선)이 운용되고 있다.

## 중화인민공화국과의 관계
1860년 베이징조약으로 인해, 이 마을의 중심부가 되는 아무르강 우안(右岸)의 지역은 정식으로 청(淸)으로부터 러시아로 할양되었다.  중국과의 거리는 불과 30km 남짓이다. 러시아와 중국은 중소 국경 분쟁으로 아무르 강과 우수리 강의 합류점에 있는 볼쇼이우수리스키섬(대우수리섬, 중국명: 黒瞎子島)을 두고 서로 영유권을 주장하고 있었다. 하지만 2004년에 두 나라가 섬을 공동으로 관리하기로 합의하였기 때문에, 이 지역의 국경 문제는 완전히 해결되었다.

## 군사
동부 군관구 본부가 하바롭스크에 있으며, 도시 동쪽에는 공군기지가 자리잡고 있다.

## 행정 구역
- 중구(Центральный район) - 92,642 명 (2015)
- 크라스노플로츠키구(Краснофлотский район) - 90,620 명 (2015)
- 키롭스키구(Кировский район) - 52,948 명 (2015)
- 젤레즈노도로즈니구(Железнодорожный район) - 151,217 명 (2015)
- 인두스트리알니구(Индустриальный район) - 219,789 명 (2015)

## 주민 구성
러시아인, 우크라이나인, 우즈벡인, 유대인, 고려인 등의 여러 민족이 거주하고 있다.

## 스포츠
하바롭스크에서는 아이스하키, 축구, 밴디가 큰 인기를 끌고있다.
- 아이스하키팀 아무르 하바롭스크는 콘티넨탈 하키 리그의 체르니쇼브 디비전에 참여하고 있다.
- 축구팀 FC SKA-에네르기야 하바롭스크는 러시아 내셔널 풋볼 리그에 소속 돼있다.
- SKA-네프탸니크 하바롭스크(러시아어: СКА-Нефтяник)는 러시아 밴디 슈퍼리그에 참여하고 있는 프로 밴디팀이다.

## 출신인
- 예브게니 플루셴코 : 러시아의 세계적인 피겨 스케이팅선수. 2006, 2014 동계 올림픽 금메달리스트이다.
- 올렉산드르 알리예우 : 우크라이나의 축구선수.
- 알렉산드라 이바놉스카야 : 2005 미스 러시아.
- 이반 스코브레프 : 러시아의 스피드 스케이팅선수.
- 예핌 젤마노프 : 러시아의 수학자. 2004년에 필즈상을 받았다.

## 자매 도시
- 일본 니가타시 (1965년)
- 미국 포틀랜드 (1988년)
- 미국 앵커리지
- 캐나다 빅토리아 (1990년)
- 중국 하얼빈 (1993년)
- 중국 무단장
- 대한민국 부천시 (2002년)
- 프랑스 빌뢰르반
- 중국 싼야 (2011년)
- 조선민주주의인민공화국 청진시 (2011년)

## 갤러리

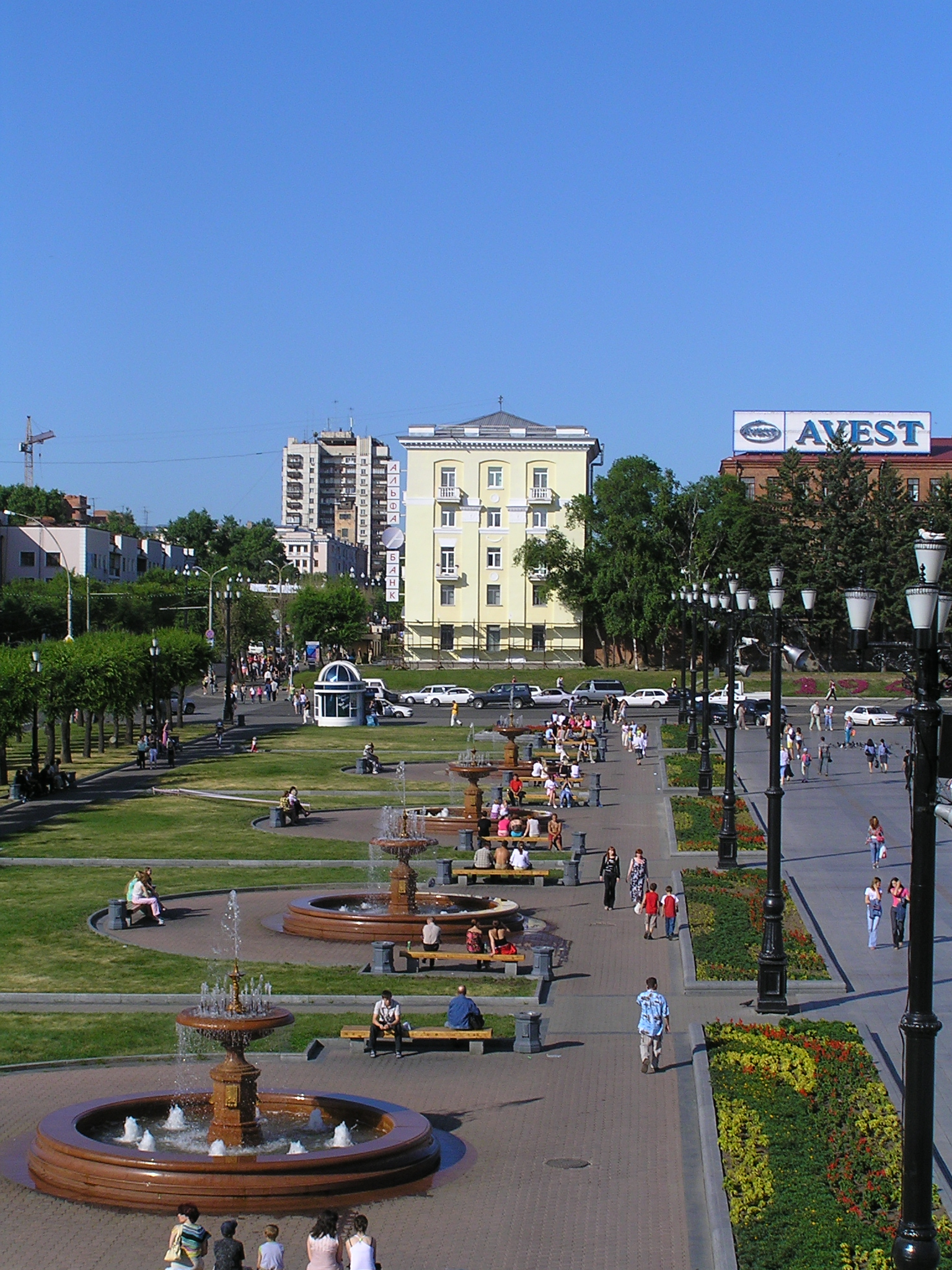
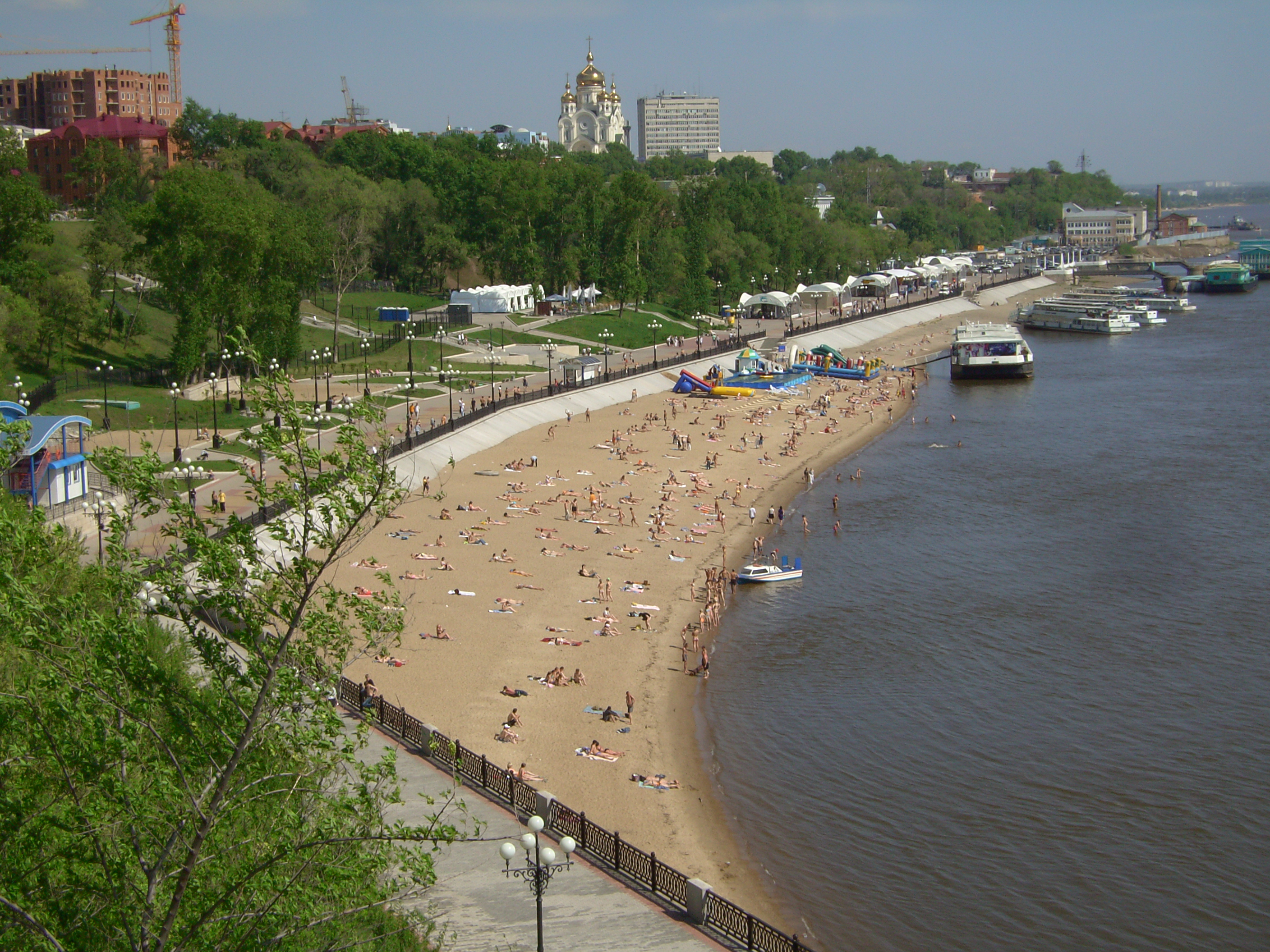
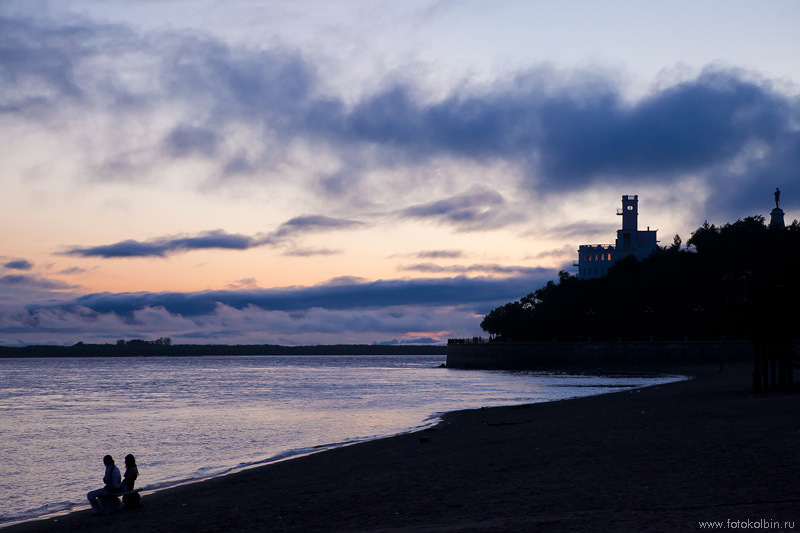
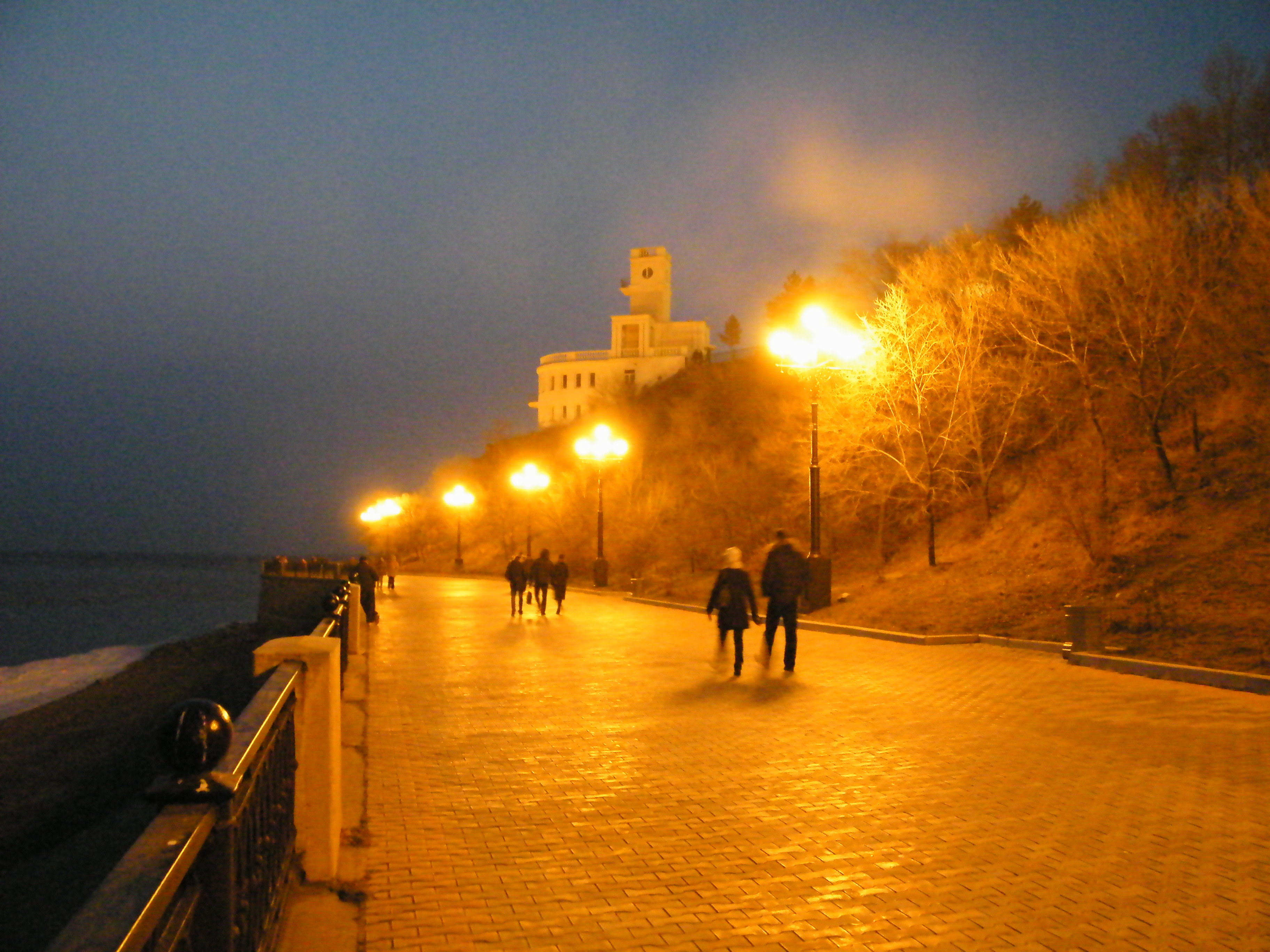
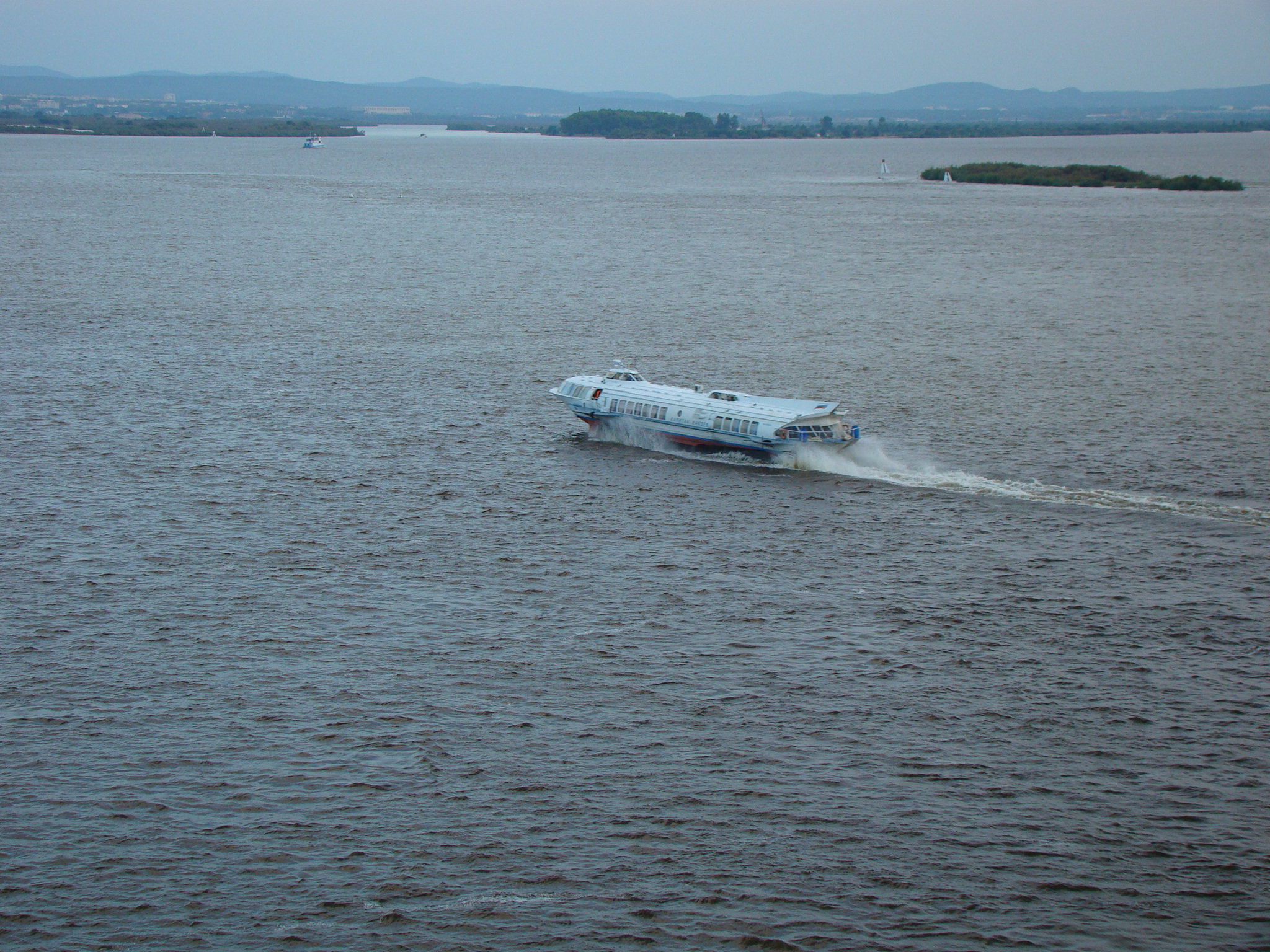
아무르강
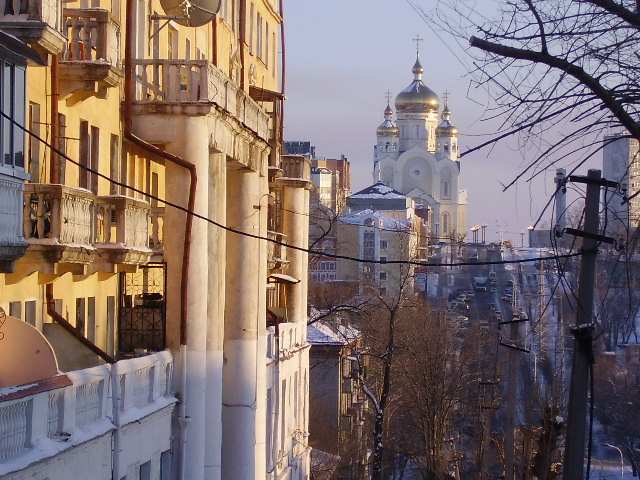
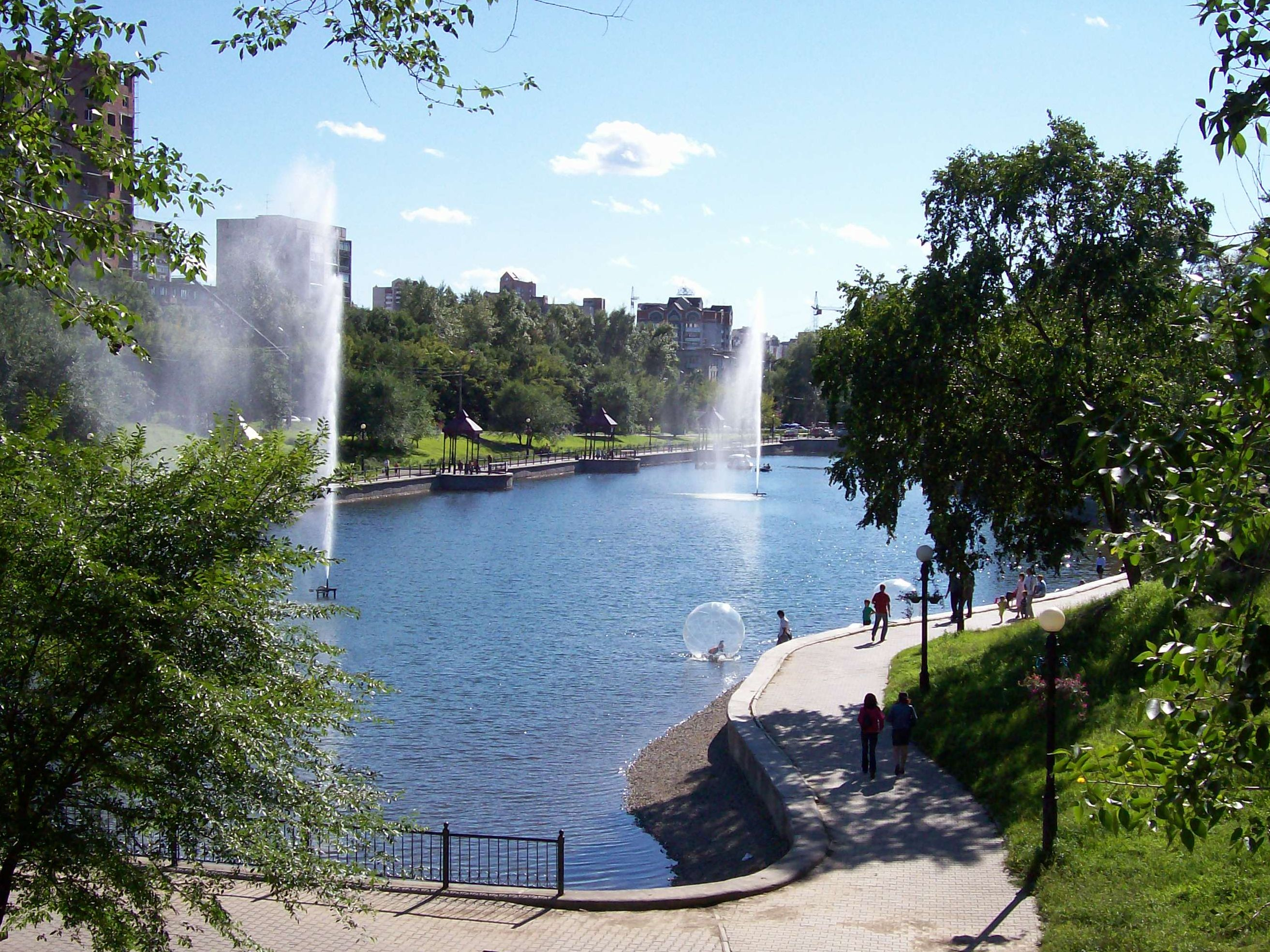

## 같이 보기
- 볼쇼이우수리스키섬